# Џими Даглас
Џими Даглас (Њуарк, 12. јануар 1898 — Поинт Плезант, 5. март 1972) био је амерички фудбалски голман који је каријеру провео у првој Америчкој фудбалској лиги (АСЛ). Са америчком репрезентацијом играо је девет пута, први пут је наступио на Летњим олимпијским играма 1924. године. Значајно је да је завршио међународну каријеру на ФИФА светском првенству 1930. године, где је објавио први "чисти лист" (clean sheet,Shutout) у историји Светског првенства. Даглас је уведен у Националну фудбалску кућу славних 1953. године.

## Играчка каријера
Даглас је своју организовану играчку каријеру започео у омладинском клубу, Central Juniors, Њуарк, Њу Џерзи, 1907, када му је било девет година. Током следећих четрнаест година играо је за разне аматерске тимове укључујући Ryerson, Antlers, Erie и Swansons. 1922. године потписао је уговор са Harrison S.C. из Америчке фудбалске лиге (АСЛ). У сезони 1922-1923, Даглас је одиграо двадесет и три утакмице, победивши четрнаест и постигавши 2,44 голова у односу на просек (Goals Against Average). 1923. прешао је у Newark Skeeters. Даглас је провео две сезоне са Newark-ом, још увек задржавајући свој аматерски статус. У јесен 1925, Даглас почео да игра за New York Giants. Међутим, Newark Skeeters и даље су наводили Дагласа на свом списку, а Giants-и су били принуђени да пониште неколико утакмица након што су се екипе жалиле лиги. Архивирано октобар 28, 2009 на сајту     Након што су Giants-и средили проблем, Даглас је наставио да игра за њих све до октобра 1927. када је прешао у Fall River Marksmen. Архивирано октобар 28, 2009 на сајту     После једне сезоне у Fall River-у, Даглас је одиграо дванаест утакмица сезоне 1928-1929 са Philadelphia Field Club-ом пре него што је прешао у Brooklyn Wanderers на три утакмице. Сезону је завршио опет са Fall River Marksmen. 1929. године Даглас се придружио New York Nationals. 1930. године Чарлс Стоунхем, власник Nationals-а, преименовао је свој тим у New York Giants када су оригинални Giants-и променили име у New York Soccer Club. Даглас је наставио са новим Giants-има током пролећа и јесени 1930. године пре него што се 1931. преселио у New York Americans. Одиграо је само седам утакмица, а потом отишао у пензију.

## Национални тим
Даглас је играо девет утакмица са америчким националним тимом између 1924. и 1930. Први пут је играо као члан националног тима на Летњим олимпијским играма 1924. године. Подржао је САД до победе 1:0 над Естонијом 25. маја 1924. године; Даглас је проглашен најкориснијим играчем. Четири дана касније САД су изгубиле од Уругваја 3:0 што је САД избацило из турнира. 1925. био је на голу када су САД победиле Канаду у Монтреалу са 1:0. 1930. вратио се у репрезентацију на ФИФА светском првенству 1930. године. Тим је искључио Белгију и Парагвај пре него што је у полуфиналу изгубио од Аргентине. У тој игри, Даглас је повредио колено, тада су још два америчка играча била повређена. Како правила тада нису дозвољавала замене, Даглас и његови саиграчи били су принуђени да играју повређени. После Светског првенства, САД су отпутовале у Рио де Жанеиро где су изгубиле 4:3 од Бразила. Даглас је каријеру у САД завршио са четири победе и три искључења.
Доуглас је 1954. године уписан у Националну фудбалску кућу славних. Даглас је умро 5. марта 1972. у Поинт Плезанту, Њу Џерзи. 